# 서린다 스완
서린다 스완(Serinda Swan, 1984년 7월 11일 ~ )은 캐나다의 배우이다. 드라마 《브레이크아웃 킹즈》의 주연 에리카 리드 역, 《그레이스랜드》의 페이지 역, 《시카고 파이어》의 브리트니 베이커 역으로 알려져 있다. 《스몰빌》에서는 자타나를 연기했다. 마블 코믹스 원작의 드라마 《인휴먼즈》의 주역 메두사 역으로 캐스팅되었다.

## 출연 작품
- 리벤지 라이드 (2020)
- 리뎀션 데이 (2019)
- 블러드 언 휠스 (2017)
- 더 베일 (2017)
- 레전드 워리어 (2014)
- 웨이크 (2012)
- 베이타운 디스코 (2012)
- 리코일 (2011)
- 크리쳐 (2011)
- 트론: 새로운 시작 (2010)
- 퍼시 잭슨과 번개 도둑 (2010)
- 호스틸 메이크오버 (2009)
- 트러스트 (2009)
- 더 브레이크업 아티스트 (2009)
- 잃어버린 세계 - 지구속으로 (2008)

### 텔레비전
- 스몰빌 (2009-10)
- 브레이크아웃 킹즈 (2011-12)
- 시카고 파이어 (2014)
- 그레이스랜드 (2013-15)
- 인휴먼즈 (2017)